# 앨런 맥켄지
앨런 매켄지(Allen McKenzie, 1960년 1월 1일 출생)는 미국의 음악가로, 하드 록/글램 메탈 밴드 파이어하우스의 베이스 기타리스트로 가장 잘 알려져 있다.

## 개인 생활
매켄지는 1977년 가족과 함께 애크런으로 이사하기 전 오하이오주 잭슨의 시골 지역에서 자랐다. 1978년 6월, 매켄지는 가필드 고등학교를 졸업했다. 9월에 그는 미국 육군에 입대하여 서독 란다우에서 3년, 미국 내에서 3년간 복무했다.
2005년 10월 8일, 그는 아내 티나와 결혼했다. 그들은 세 자녀를 두고 있다.
매켄지는 2014년 7월에 자신의 취향에 맞게 맞춤 제작된 C.R. 알십 베이스를 연주하기 시작했다. 매켄지는 2012년 밴드 멤버 빌 레버티를 통해 C.R. Alsip Guitars의 마스터 루티어 제이크 윌로비를 만났다. 매켄지는 레버티의 기타를 듣고 윌로비에게 베이스 기타 제작에 관심이 있는지 물었다. 윌로비는 동의했고, 2014년 매켄지와 함께 무대에 처음 등장한 상징적인 "기네스 하프" 5현 베이스를 제작했다.

## 경력

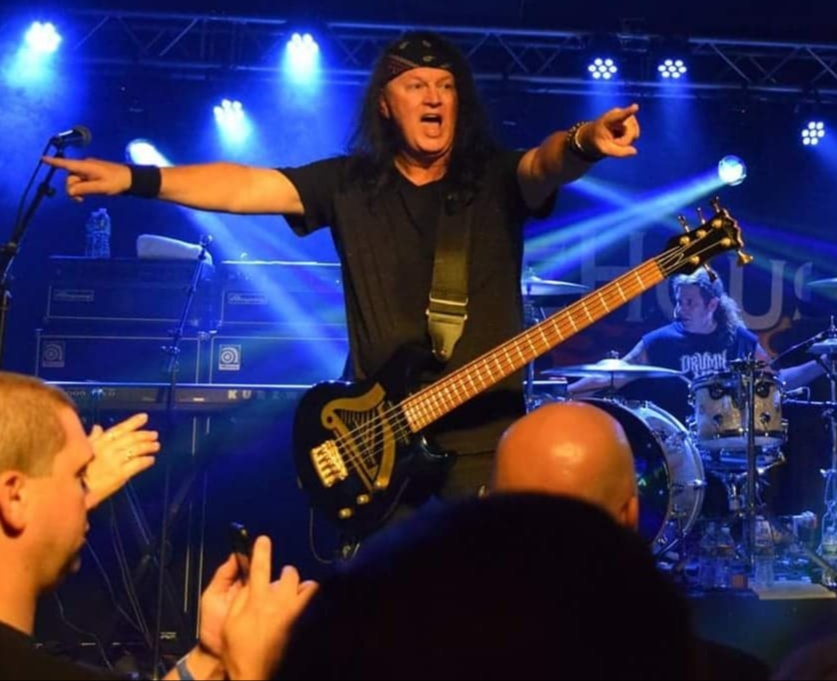
2018년 파이어하우스와 함께한 매켄지

### 폭스
군대를 떠난 매켄지는 애크런의 음악계에 참여하여 커버 밴드들과 함께 연주했다. 매켄지는 우연히 자신과 같은 고무 정유 공장에서 일하던 데이브 잭슨을 만났다. 그들은 1985년 후반에 폭스(Foxx)라는 지역 하드 록 밴드를 결성했다. 폭스는 두 장의 앨범 - Foxx (1989)와 Stick It Out (1991) -을 발매하고 투어를 했다. 폭스는 1992년에 해체되었지만, 2012년 12월에 재결합하여 가끔 공연을 하고 있다.

### 퀘스트
1993년, 매켄지는 클리블랜드, 오하이오에 기반을 둔 프로그레시브 록 밴드 퀘스트(Quest)에 합류했다. 퀘스트에 합류하면서 그는 가수, 키보드 연주자, 작곡가로서의 관심사를 탐구할 수 있었다. 1994년 말, 퀘스트는 Opposite sides of the picket fence라는 CD를 발매했다. 1994년 여름, 퀘스트는 카이어호가폴스의 블러섬 뮤직 센터에서 예스 콘서트의 오프닝 공연을 했다. 퀘스트의 프로그 록 CD는 실패했고 1995년 그룹은 해체되었다.

### 피스트리
매켄지는 하드 록 밴드 피스트리(Peacetree)에 베이스 기타리스트로 합류했다. 이 밴드는 일라이자 블랙이 프론트를 맡았다. 피스트리는 Insense (1996), Wonderful Day (1998), Nice to meet you (2000) 세 장의 CD를 발매했다. Nice to meet you는 피스트리에게 2000년 클리블랜드 프리 타임스 음악 시상식에서 "최고의 하드 록 밴드" 후보 지명을 안겨주었다. 피스트리는 머틀리 크루, 스틱스, 신데렐라, 닐 영과 같은 전국 투어를 하는 밴드의 오프닝 공연을 했다. 피스트리는 또한 더 제니 존스 쇼에도 출연했다.

### 워런트의 가수 재니 레인
피스트리는 2002년에 해체되었다. 매켄지는 지역 클래식 록 밴드 JAK 밴드에서 연주했다. 그는 또한 일라이자 블랙이 이끄는 새로운 밴드와 리허설을 했다. 그 후, 밴드 워런트의 원년 보컬인 재니 레인이 자신의 CD Back Down to One을 홍보하기 위한 솔로 투어에 매켄지를 초대했다. 매켄지는 2002년 10월부터 2003년 3월까지 레인과 함께 작업했다.

### 파이어하우스
2004년, 매켄지는 레인의 기타리스트 빌리 모리스와 파이어하우스의 현재 사운드 엔지니어 토니 아비타의 추천으로 파이어하우스에 합류했다. 파이어하우스는 미국, 캐나다, 멕시코, 푸에르토리코, 일본, 인도, 브라질, 스페인, 이탈리아, 그리스, 영국을 투어했다. 앨런은 밴드의 나머지 멤버들과 함께 CD Monster Ballads Christmas (2007년 발매된 "Rockin' Around The Christmas Tree"), Hell Bent Forever-A Tribute To Judas Priest (2008년 발매된 "You've Got Another Thing Coming"), DVD Metal Mania Stripped Across America (2005년 발매된 "Don't Treat Me Bad"), 그리고 2011년에 재녹음된 "베스트 오브" 앨범인 밴드의 최신 정규 CD Full Circle에 기여했다.